# Lagarde-d'Apt
Lagarde-d'Apt é uma comuna francesa na região administrativa da Provença-Alpes-Costa Azul, no departamento de Vaucluse. Estende-se por uma área de 21,79 km². Em 2010 a comuna tinha 35 habitantes (densidade: 1,6 hab./km²).